# Wspólnota administracyjna Freiberg am Neckar
Wspólnota administracyjna Freiberg am Neckar – wspólnota administracyjna (niem. Vereinbarte Verwaltungsgemeinschaft) w Niemczech, w kraju związkowym Badenia-Wirtembergia, w rejencji Stuttgart, w regionie Stuttgart, w powiecie Ludwigsburg. Siedziba wspólnoty znajduje się w mieście Freiberg am Neckar, przewodniczącym jej jest Ralf Maier-Geißer.
Wspólnota administracyjna zrzesza jedno miasto i jedną gminę wiejską:
- Freiberg am Neckar, miasto, 15 702 mieszkańców, 13,14 km²
- Pleidelsheim, 6 272 mieszkańców, 10,18 km²